# United States Cyber Command
Le United States Cyber Command (USCYBERCOM) est un des onze commandements interarmées de combat des forces armées des États-Unis, chargé « de diriger, synchroniser et coordonner les plans et les opérations dans le cyberespace pour défendre et avancer les intérêts nationaux en coopération avec des partenaires nationaux et internationaux. »

## Histoire
Activé officiellement le 21 mai 2010 au Fort George G. Meade dans le Maryland, le général Keith B. Alexander est nommé le jour même commandant de l'unité. Il occupe ce poste jusqu'à son départ du service actif le 28 mars 2014, son remplaçant à la tête de la NSA l'amiral Michael S. Rogers devient également le commandant du US Cyber Command. À partir du 4 mai 2018, le directeur de la NSA et du US Cyber Command est le général Paul M. Nakasone.
Il est subordonné à l'United States Strategic Command jusqu'au 4 mai 2018, date à laquelle il devient un commandement indépendant par décret du Président Donald Trump,.
Une petite équipe est déployée en Ukraine en décembre 2019 pour une mission de reconnaissance. Peu avant à l'invasion de l'Ukraine par la Russie en février 2022, elle a été renforcée à une quarantaine de personnes et a analysé certaines des attaques informatiques russes en cours et facilité le partage de ces informations avec leurs partenaires.

## Mission
L'USCYBERCOM « planifie, coordonne, intègre, synchronise et conduit des activités pour : diriger les opérations et la défense de certains réseaux d'information du département de la Défense, et prépare et, au besoin, conduit, tout le spectre d'opérations militaires du cyberespace dans le but de permettre des actions dans tous les domaines, assurer la liberté d'action des États-Unis et de leurs alliés dans le cyberespace, et le dénier à nos adversaires ». L'emblème de l'USCYBERCOM contient la mention « 9ec4c12949a4f31474f299058ce2b22a » qui est le hachage MD5 de leur mission.
On prévoit qu'il dispose de trois types de forces placées sous le commandement cybernétique:
- Les équipes de la force de mission nationale défendent la nation en regardant l'activité adverse, bloquant des attaques, et manœuvrant pour les battre.
- Les équipes de la force de mission de combat conduisent des cyberopérations militaires en soutien aux commandements de combat.
- Les équipes de cyber protection défendent le réseau d'information du département de la Défense (DoD Information Network), protègent les missions prioritaires et préparent les forces cyber au combat[7].

## Effectifs
En janvier 2013, il compte 900 personnes. À cette date, on spécule sur une augmentation des effectifs dans les prochaines années à 4 900 militaires et civils.

### Composantes
- United States Army Cyber Command/2e armée des États-Unis.
- Air Force Cyber Command
- United States Navy Cyber Command/Dixième flotte des États-Unis
- Marines Cyber Command